# 데이사이트

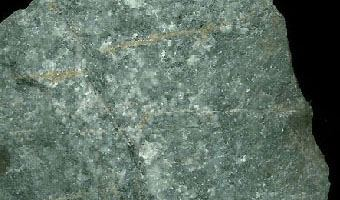
서부 카르파티아인들의 다카이트

데이사이트(dacite)는 화성암으로 분류되며 철 함량이 높은 화산암이다. 성분은 안산암과 유문암의 중간이다. 안산암과 같이 대부분의 구성 광물이 사장석이며, 흑운모, 각섬석, 휘석(보통휘석 또는 엔스타타이트)으로 구성된다.
비현정질 혹은 반상조직으로 보이며 석영이 둥글고 융식된 반정으로 나타나거나, 혹은 기질을 구성하고 있다. 데이사이트 내의 장석과 석영의 상대함량은 다른 화산암과 함께 QAPF 도표에 나타낼 수 있다. 데이사이트는 또한 실리카와 알카리 함량에 의해 TAS 분류표를 가지고 분류할 수 있다.
데이사이트 내의 사장석은 올리고클레이스-안데신-라브라도라이트의 범위이며 보통 누대되어 있다. 어떤 데이사이트에서는 새니딘이 또한 나타나는데, 함량이 점점 높아지면 암석도 유문암이 된다. 흑운모는 갈색이고, 각섬석은 갈색 혹은 갈녹색, 보통휘석은 보통 녹색이다.
기질은 대개 미결정질이고, 작은 장석들이 그물망처럼 짜인 사이에 공극충전 입자로 석영 혹은 고온석영이 존재한다. 그러나 많은 데이사이트가 대개는 유리질이고, 그 외의 것들은 규장질 혹은 은미정질이다. 표품에서는 각섬석데이사이트와 흑운모데이사이트가 흰 장석, 검은 흑운모, 검은 각섬석을 가지면서 회색, 연갈색, 황색 암석으로 나타난다. 특별히 보통휘석데이사이트(augite dacite)와 엔스타타이트데이사이트(enstatite dacite)는 어두운 색이다.
이 암석 그룹은 루마니아, 스페인의 알메리아, 스코틀랜드의 Argyll과 여타 지역, 영국 뉴질랜드의 Leicestershire의 Bardon Hill, 뉴질랜드, 안데스산맥, 마르티니크, 북서 미국의 네바다와 여타 지역, 그리스 등에서 산출된다. 대부분 안산암, 조면암에 수반되어 나타나며, 용암류, 암맥으로 나타나며 어떤 경우에는 화산체 중심부에 괴상의 관입체로 나타난다. 데이사이트는 세인트헬렌스산을 이루는 주 구성 암석 유형이다.
데이사이트라는 이름은 이 암석이 처음 기재된 다뉴브강과 카르파티아산맥 사이에 놓인 로마 제국의 지역인 다키아에서 유래된 것이다.